# Ел Рено (Оклахома)
Ел Рено (енгл. El Reno) град је у америчкој савезној држави Оклахома.

## Демографија
По попису из 2010. године број становника је 16.749, што је 537 (3,3%) становника више него 2000. године.
| Група             | 2000.          | 2010.          |
| Белци             | 11.729 (72,3%) | 11.006 (65,7%) |
| Афроамериканци    | 1.273 (7,9%)   | 1.209 (7,2%)   |
| Азијати           | 103 (0,6%)     | 87 (0,5%)      |
| Хиспаноамериканци | 1.219 (7,5%)   | 2.156 (12,9%)  |
| Укупно            | 16.212         | 16.749         |